# Сен-Фаржоль
Сен-Фаржо́ль (фр. Saint-Fargeol) — коммуна во Франции, находится в регионе Овернь. Департамент коммуны — Алье. Входит в состав кантона Марсийя-ан-Комбрай. Округ коммуны — Монлюсон.
Код INSEE коммуны — 03231.

## Население
Население коммуны на 2008 год составляло 214 человек.
| 1962 | 1968 | 1975 | 1982 | 1990 | 1999 | 2008 |
| ---- | ---- | ---- | ---- | ---- | ---- | ---- |
| 309  | 311  | 284  | 249  | 229  | 218  | 214  |

## Экономика
В 2007 году среди 108 человек в трудоспособном возрасте (15—64 лет) 76 были экономически активными, 32 — неактивными (показатель активности — 70,4 %, в 1999 году было 61,5 %). Из 76 активных работали 69 человек (40 мужчин и 29 женщин), безработных было 7 (5 мужчин и 2 женщины). Среди 32 неактивных 7 человек были учащимися или студентами, 15 — пенсионерами, 10 были неактивными по другим причинам.

## Достопримечательности
- Церковь Сен-Жюльен (XIX век)